# Апапельгын
Апапельгын (устар. Апапельгин; Апапельхин) — река на Дальнем Востоке России. Впадает в Чаунскую губу Восточно-Сибирского моря. Длина реки 60 км. Протекает по территории Чаунского района Чукотского АО.

## Гидроним
Существуют несколько версий происхождения названия реки:
- от чук. апаапэлгын — «паучья горловина», из-за множества пауков в этом месте;
- от эским. апы (авы) — «снег» и чук. вэлгын — «горловина, устье»;
- от коряк. апиапиль — «жертвенное место».

## Гидрография
Берёт истоки с западных склонов горы Острый Нос Шелагского хребта, протекает в широтном направлении со скоростью 0,6 м/с по заболоченной части Чаунской низменности, впадает в Чаунскую губу.
Притоки (от устья): Малый Ергувеем, Илилимчигэйвеем, Эвычан, Тройник, Гыргочан (Романовская), Кекурная, Верблюжий, Кривой, Клин.

## Деятельность человека
В верховьях реки находится заброшенный посёлок Западный, созданный для разработки близлежащего уранового месторождения; в низовьях — посёлок авиаторов Апапельгино. В бассейне реки имеются запасы олова.
В 2002 году через Апапельгин был построен первый на Дальнем Востоке заполярный железобетонный мост с двусторонним движением автотранспорта по трассе, связывающей Певек с местным аэропортом.